# Sphecops arctata
Sphecops arctata är en fjärilsart som beskrevs av Walker 1864. Sphecops arctata ingår i släktet Sphecops och familjen björnspinnare. Inga underarter finns listade i Catalogue of Life.